# Кедровське сільське поселення (Ханти-Мансійський район)
Кедро́вське сільське поселення (рос. Кедровское сельское поселение) — сільське поселення у складі Ханти-Мансійського району Ханти-Мансійського автономного округу Тюменської області Росії.
Адміністративний центр — селище Кедровий.
Населення сільського поселення становить 1265 осіб (2017; 1413 у 2010, 1482 у 2002).
Станом на 2002 рік існувала Єлізаровська сільська рада з центром у селі Єлізарово.

## Склад
До складу сільського поселення входять:
| Населений пункт  | Населення, осіб (2002) | Населення, осіб (2010) |
| ---------------- | ---------------------- | ---------------------- |
| Єлізарово, село  | 429                    | 427                    |
| Кедровий, селище | 1053                   | 986                    |